# Salomon Calahorra
Salomon Calahorra, także Kalachora, Kalahora (ur. ok. 1530 w mieście Calahorra w północnej Hiszpanii, zm. 1596 w Krakowie) – doktor medycyny, lekarz i chirurg krakowski z XVI wieku, nadworny lekarz dwóch królów polskich, uczony i pisarz, pierwszy polski przedstawiciel całej linii lekarzy i aptekarzy, także bankierów, kupców i przedsiębiorców.

## Pochodzenie
Urodził się z rodziny żydowskiej pochodzenia sefardyjskiego. Rodzina pochodziła z arabskiej Grenady i zajmowała się działalnością medyczną. Po rekonkwiście przesiedliła się do miejscowości Calahorra i od niej otrzymała swoje nazwisko. Rodzina w obawie przed inkwizycją opuściła Hiszpanię i osiadła w Holandii.
Salomon Calahorra stał się przodkiem rodu Kalahorów vel Landsbergów, który osiedlili się w Polsce, Kurlandii i Niemczech. Niemiecka linia Landsbergów otrzymała tytuł hrabiowski. Potomkowie Salomona Calahorry byli znanymi lekarzami i farmaceutami, rabinami i pisarzami, bankierami, kupcami i fabrykantami, a także politykami. Syn Mojżesz ben Salomon Kalahora, lekarz, zapoczątkował linię krakowską (polską), a Izrael Samuel ben Salomon Kalahora (ok. 1560-1640), rabin łęczycki, talmudysta, zapoczątkował linię wielkopolską (niemiecko-kurlandzką).

## Edukacja
Salomon Calahorra studiował medycynę w Padwie (we Włoszech) i w Amsterdamie. Był kolegą uniwersyteckim Jana Kochanowskiego.

## Działalność zawodowa
W pierwszej połowie XVI w. osiedlił się w Krakowie. Przyjął obywatelstwo polskie i rozpoczął praktykę lekarską. Szybko zyskał sławę jako znakomity lekarz i chirurg. Ceniono jego wiedzę i uczoność. Posługiwał się płynnie kilkoma językami, w tym także łaciną i językiem polskim.
Dzięki zdolnościom i rekomendacji Jana Kochanowskiego, podówczas sekretarza królewskiego, Salomon Calahorra został medykiem nadwornym króla polskiego Zygmunta Augusta, który w 1570 zwolnił go od wszelkich powinności i podatków. Następnie został lekarzem osobistym króla Stefana Batorego, który w 1578 podobnie jak jego poprzednik zaliczył go w skład lekarzy dworskich, a wszystkie przywileje i ulgi przyznał nie tylko lekarzowi, ale też jego żonie i dzieciom.
Według tradycji tomaszowskiej rodzinny Landsbergów, odnotowanej przez Joannę Kulmową, fraszka Jana Kochanowskiego „O doktorze Hiszpanie” odnosiła się do lekarza Salomona Calahorry, przyjaciela poety, a nie do Piotra Roizjusza (ok. 1505-1571), doktora praw.

## Publikacje
Według M. Bersohna, Salomon Calahorra opublikował rozprawkę w języku łacińskim dotyczącą febry i jej leczenia.